# 비리막고
비리막고(鼻利莫古, ?~?)는 백제의 관리이다.

## 생애
그는 백제는 백제의 관리로서 가야에 사신을 파견하는 등 외교적으로 신라를 압박하려 했다.